# تاكيشي ساساكي
تاكيشي ساساكي (باليابانية: 佐々木猛) (و. 1912 – م) هو فارس (راكب)، من اليابان، ولد في هوكايدو.